# Neuropatolog (album)
Neuropatolog je první řadové album kapely Debustrol. V roce 1991 vyšlo album jako LP, MC a CD. Skladby na albu jsou z větší části z let 1990 a 1991 a čtyři skladby z dema Vyznání smrti 1988. V roce 2012 vyšlo album Neuropatolog s bonusem Vyznání smrti. Kapela použila jako motiv obalu alba plakát z filmu Noční můra v Elm Street.

## Seznam skladeb
1. Krvavá práce
2. Příchod zla
3. Deziluze
4. Protest
5. Pokrok
6. Infarkt
7. Oběti strachu a beznaděje
8. Údolí hádu
9. Neuropatolog
10. Antikrist
11. Vyznání smrti (bonus)

## Album bylo nahráno ve složení
- Kolins – kytara, zpěv
- Trifid – kytara
- Cizák – baskytara
- Trůka – bicí